# Пауль Генніке
Пауль Август Ернст Генніке (нім. Paul August Ernst Hennicke; 31 січня 1883, Ерфурт — 25 липня 1967, Брауншвейг) — німецький офіцер, групенфюрер СС і генерал-лейтенант поліції.

## Біографія
У 1906-07 роках служив в армії. З початком Першої світової війни в 1914 році був призваний в залізничні війська. В червні 1915 року переведений в піхоту, в 1917 році — в розвідку. У 1920 році — член Добровольчого корпусу в Ерфурті. Потім до 1933 року працював інспектором локомотивних робіт в Ерфурті. У квітні 1922 року вступив в НСДАП. Після Пивного путчу покинув партію і повторно вступив в неї в травні 1926 року (квиток №36 492). 24 лютого 1929 року вступив в СС (посвідчення №1332). Член Тюринзького ландтагу. З 12 квітня 1931 року — командир 14-го штандарта СС «Тюрингія» (Гота), з 15 листопада 1933 по 1 жовтня 1942 року — 27-го абшніта СС (Гота, з квітня 1938 року — Веймар). З 1933 року — Тюринзький державний радник. В грудні 1933 року обраний депутатом Рейхстагу від Тюрингії. З квітня 1938 по жовтень 1942 року — президент поліції Веймара. З 1 жовтня 1942 року — керівник СС і поліції округу Ростов-Андріївка; 1 травня 1943 року переведений на аналогічну посаду в Київ. З грудня 1943 року — керівник СС і поліції для особливих доручень при верховному керівникові СС і поліції в Україні. Найближчий помічник Ганса-Адольфа Прюцманна. На початку червня 1944 року відкликаний до Берліна і очолив спеціальну комісію Головного управління СС. З січня 1945 року — заступник командира оберабшніта СС «Фульда-Верра» і інспектор фольксштурма «Центр». Після закінчення війни заарештований. У 1949 році постав перед до судом, але був виправданий.

## Звання
- Штурмбанфюрер СС (24 лютого 1929)
- Штандартенфюрер СС (12 квітня 1931)
- Оберфюрер СС (9 листопада 1933)
- Бригадефюрер СС (20 квітня 1934)
- Групенфюрер СС (30 січня 1938)
- Генерал-лейтенант поліції (16 вересня 1942)

## Нагороди
- Залізний хрест 2-го і 1-го класу
- Золотий партійний знак НСДАП
- Почесний кут старих бійців
- Почесний хрест ветерана війни з мечами
- Почесна шпага рейхсфюрера СС
- Кільце «Мертва голова»
- Медаль «За вислугу років у НСДАП» в бронзі і сріблі (15 років)
- Застібка до Залізного хреста 2-го класу
- Хрест Воєнних заслуг 2-го і 1-го класу з мечами